# Veronica ciliolata
Veronica ciliolata är en grobladsväxtart. Veronica ciliolata ingår i släktet veronikor, och familjen grobladsväxter.

## Underarter
Arten delas in i följande underarter:
- V. c. ciliolata
- V. c. fiordensis
- V. c. pumila